# Pont-sur-Madon
Pont-sur-Madon é uma comuna francesa na região administrativa do Grande Leste, no departamento de Vosges. Estende-se por uma área de 3.42 km². Em 2010 a comuna tinha 181 habitantes (densidade: 52,9 hab./km²).